# Saint-Martin-la-Garenne
Saint-Martin-la-Garenne település Franciaországban, Yvelines megyében. Lakosainak száma 947 fő (2022. január 1.). Saint-Martin-la-Garenne Follainville-Dennemont, Guernes, Méricourt, Moisson, Mousseaux-sur-Seine és Vétheuil községekkel határos.

## Népesség
A település népessége az elmúlt években az alábbi módon változott:
| Lakosok száma | 964  | 1003 | 1018 | 975  | 952  | 928  | 929  | 929  | 947  |
|               | 2013 | 2015 | 2016 | 2017 | 2018 | 2019 | 2020 | 2021 | 2022 |